# فراری ۲۵۰ جی‌تی‌او
فراری ۲۵۰ جی‌تی‌او (به انگلیسی: Ferrari 250 GTO) خودرویی است ساخت کمپانی خودروسازی فراری در مدل جی‌تی که در سال‌های ۱۹۶۲–۱۹۶۴ و تنها در تعداد ۳۶ عدد تولید شده‌است. این خودرو گرانترین خودرو ساخته شده در جهان است.
این خودرو در کلاس اسپورت قرار گرفته و طراحی آن موتور جلو-محور عقب بوده‌است. سیستم جعبه‌دندهٔ آن ۵ دنده به صورت دستی است. فراری ۲۵۰ جی‌تی‌او در اصل برای شرکت در مسابقات فدراسیون بین‌المللی اتومبیل‌رانی از مسابقات گروه ۳ ساخته شد. این خودرو از موتور کلمبو فراری بهره می‌جست. رقم ۲۵۰ نشانگر حجم موتور به سانتیمتر مربع در هر یک از سیلندرها بود و واژگان جی‌تی‌او هم اشاره به مسابقات گران توریسمو اومولوگاتو ایتالیا داشت. قیمت این خودرو در آخرین معامله ۸۰ میلیون دلار بوده است و این خودرو گرانترین خودرو ساخته شده در جهان است.
فقط ۳۶ عدد از این مدل خودرو در میان سال‌های ۱۹۶۲ تا ۱۹۶۴ ساخته شد. این تعداد شامل ۳۳ عدد اتومبیل با بدنه سری اول مربوط به سال‌های ۱۹۶۲ تا ۱۹۶۳ میلادی و ۳ عدد با بدنه سری دوم و مشابه فراری پی ساخته شد. رکورد فروش گران‌ترین خودروی جهان در ژوئن سال ۲۰۱۸ میلادی و با فروش یک جی‌تی‌او مدل ۱۹۶۳ به شماره شاسی ۴۱۵۳جی‌تی و با رقم ۷۰ میلیون دلار آمریکا در یک مزایده خصوصی شکسته شد. در سال ۲۰۰۴ میلادی، مجله اسپورت کار انترنشنل خودروی فراری جی‌تی‌او ۲۵۰ را در فهرست برترین خودروهای اسپورت سال ۱۹۶۰ میلادی قرار داد و این خودرو را به عنوان برترین اتومبیل اسپورت همهٔ ادوار معرفی کرد. موتور ترند، این خودرو را در فهرست شاهکار فراری در همهٔ دوران‌ها قرار داد و در نهایت پاپیولر مکانیکس، از فراری جی‌تی‌او ۲۵۰ با عنوان خواستنی‌ترین اتومبیل همهٔ دوران‌ها یاد کرد.

## نگارخانه

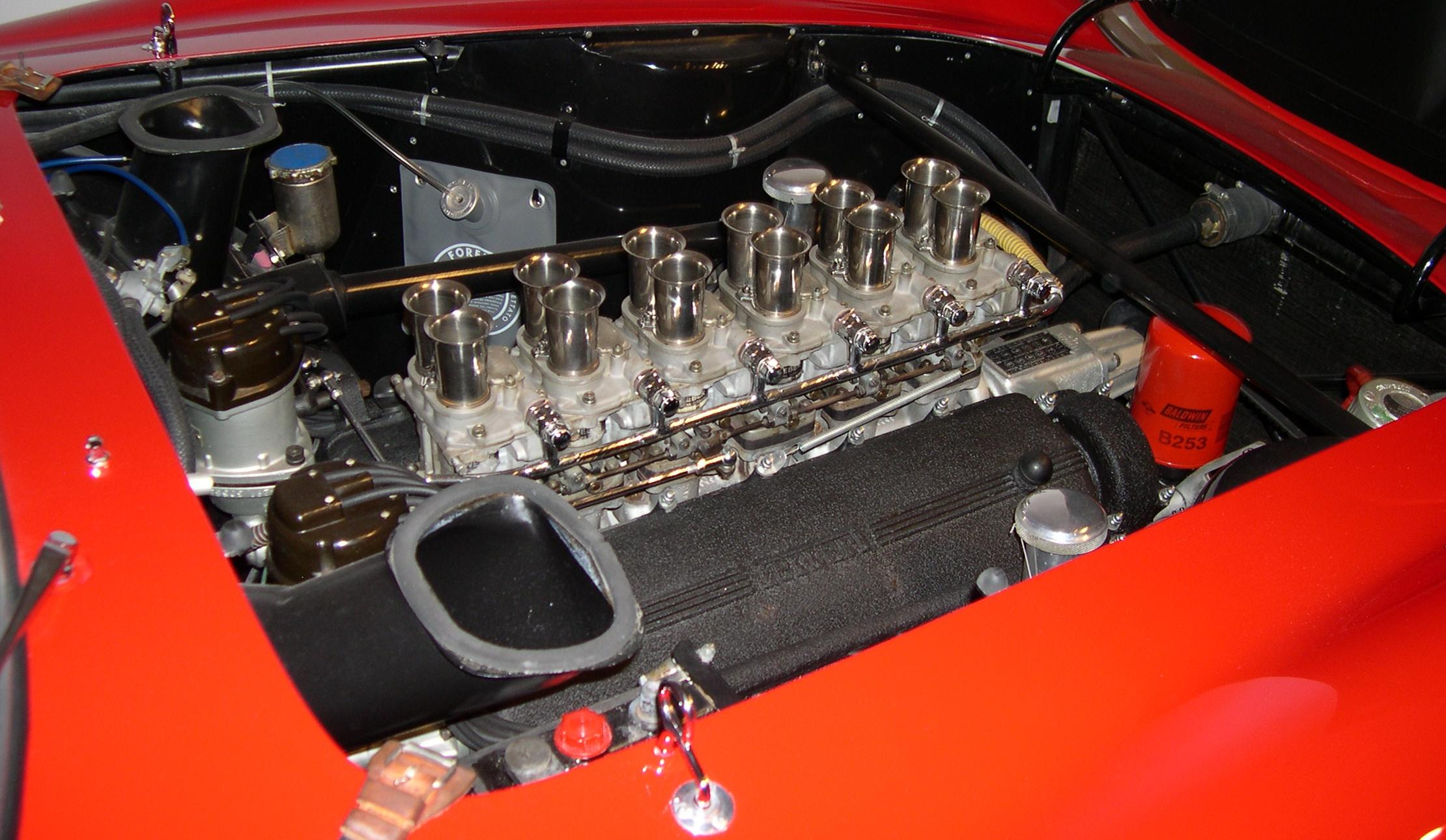
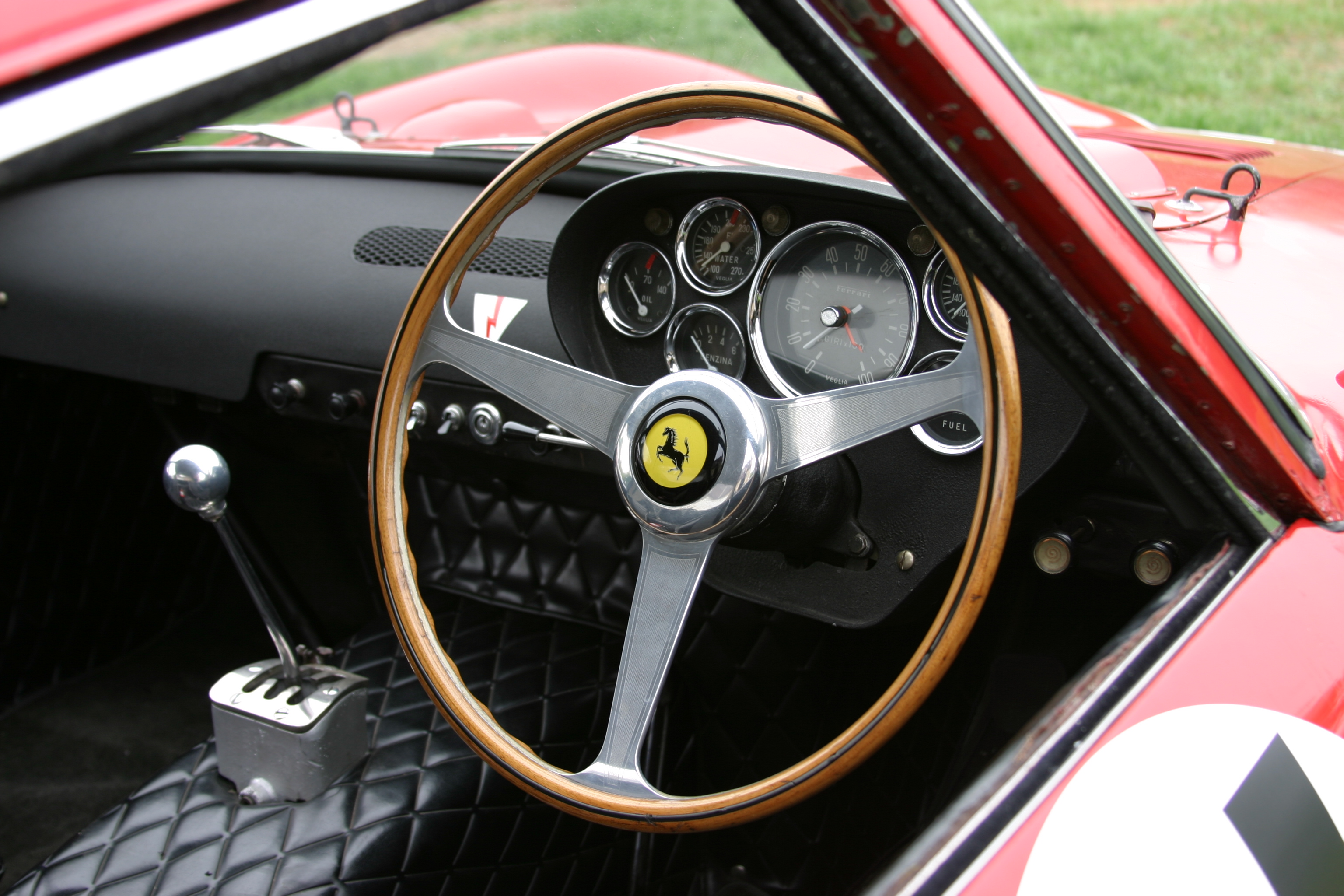
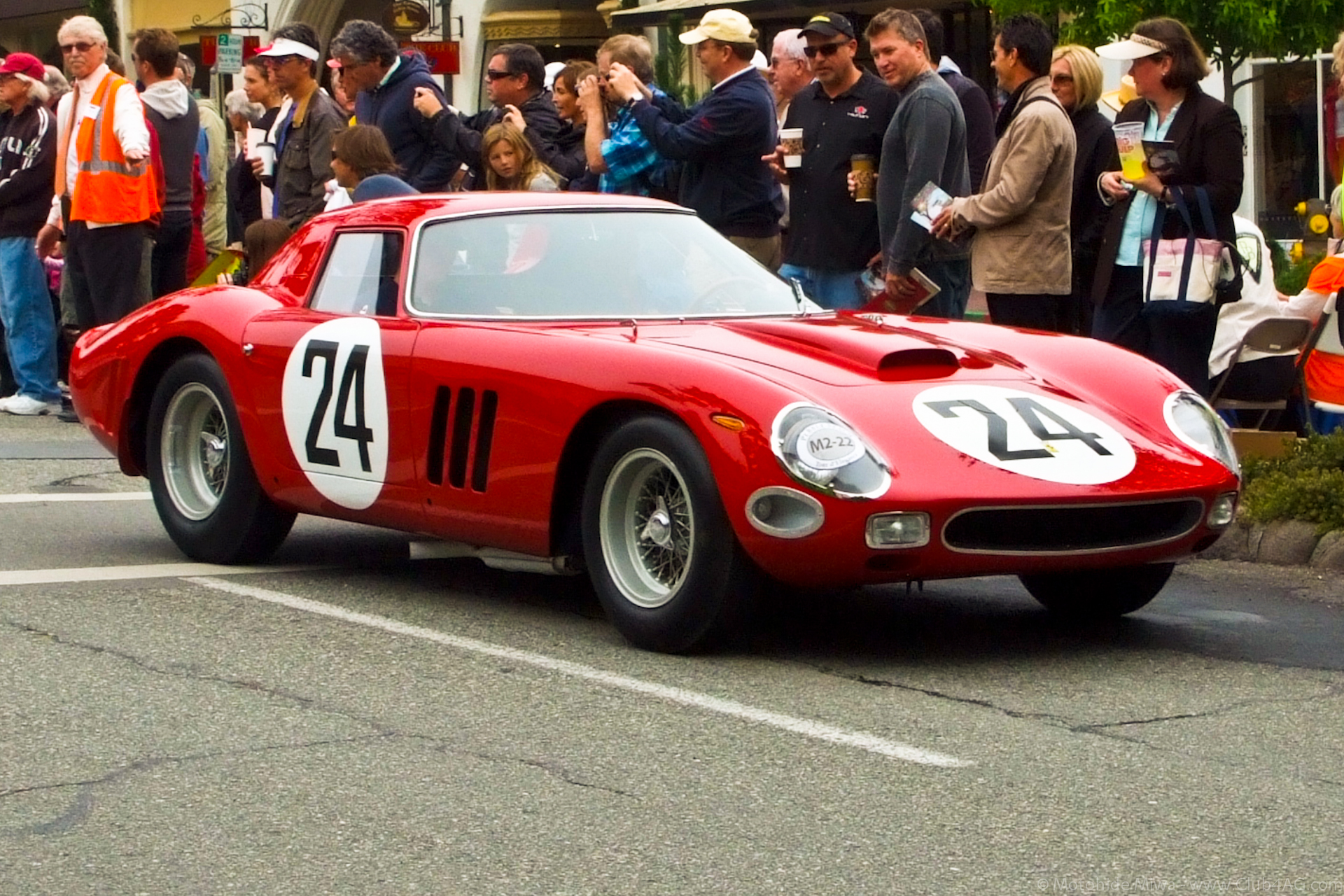
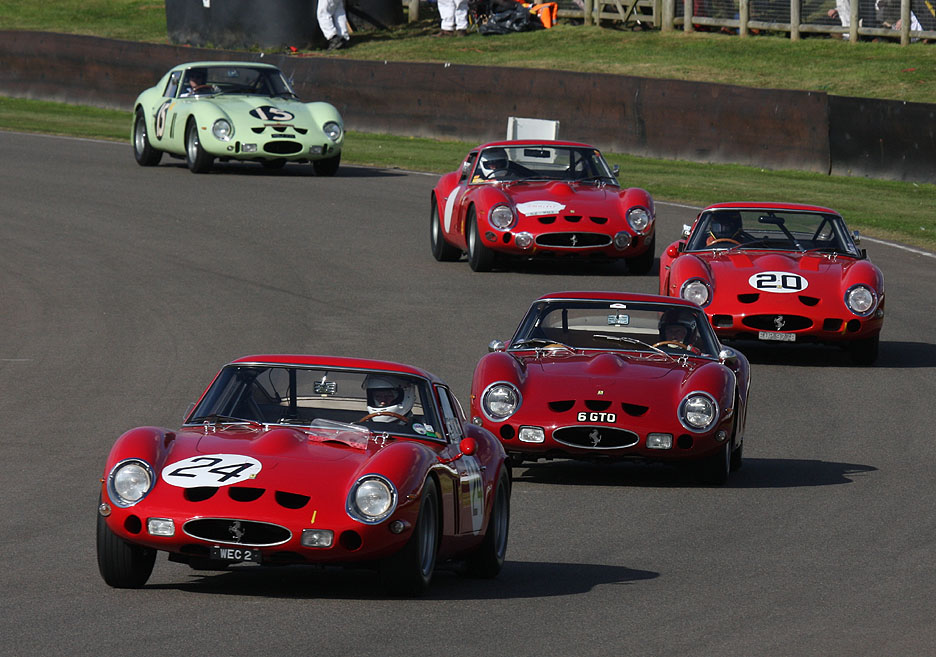
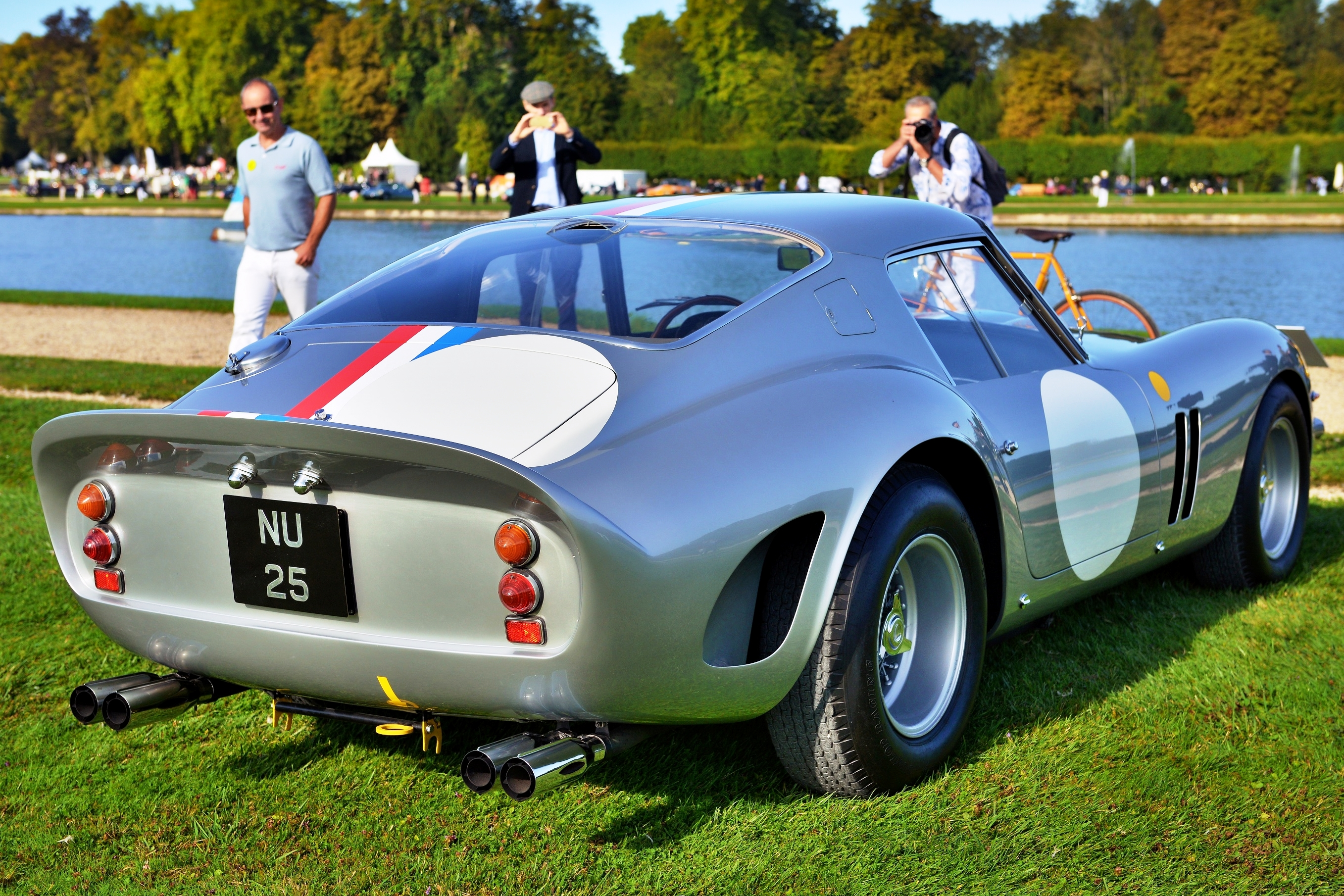
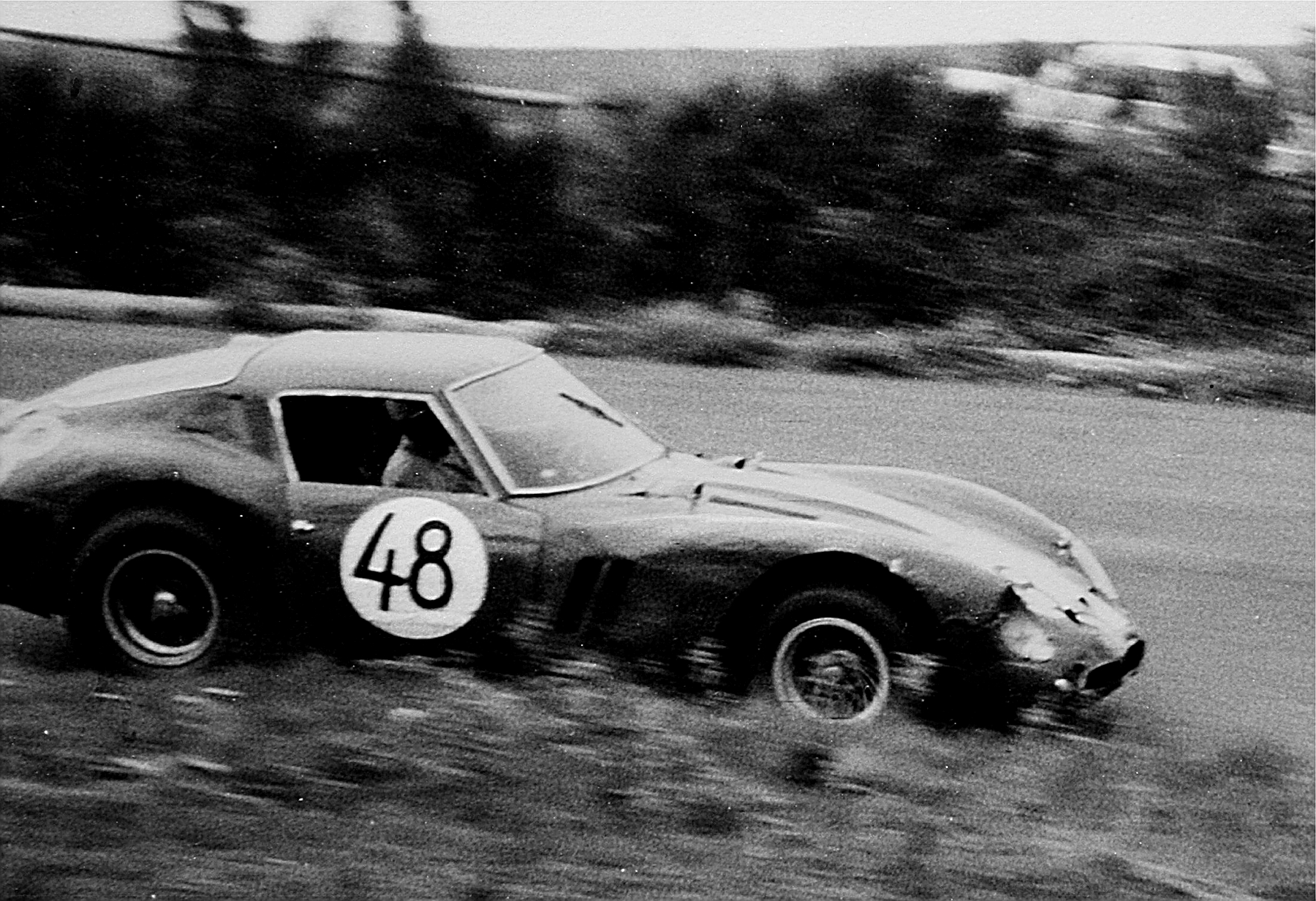